# Alfonso Alonzo Vargas
Alfonso Alonzo Vargas es un político y comunicador guatemalteco, que fue ministro de Ambiente y Recursos Naturales de Guatemala durante el gobierno de Jimmy Morales desde el 17 de enero de 2018 hasta el 14 de enero de 2020.

## Trayectoria profesional
En el momento de comenzar su función como ministro tenía un título de Licenciado en Periodismo por la Universidad Panamericana de Guatemala que había sido obtenido en el año 2013.
Antes de ser designado como ministro de ambiente había ejercido algunas funciones dentro del organismo ejecutivo, entre los cuales:
- Que en 2016 empezó a trabajar en el Ministerio de Ambiente y Recursos Naturales como secretario privado. Posteriormente fue ascendido a viceministro y finalmente fue designado como Ministro en el año 2018.
- Entre 2001 y 2004 trabajo en la Secretaría de Comunicación Social de la Presidencia durante el gobierno de Alfonso Portillo.[1]

### Votación en helicóptero
Provocó una polémica 15 de abril de 2018 se realizó una consulta popular en Guatemala para decidir si se llevaba a una corte internacional el diferendo territorial sobre la frontera con Belice. Alfonso Alonzo acudió a votar en helicóptero. Diputados de la bancada UNE lo citaron para preguntarle sobre el dueño del helicóptero y quien había pagado por el vuelo. Alfonso Alonzo respondió que estaba realizando un monitoreo en el río Motagua, que los vuelos costaron Q72,520 y que el viaje hacia su centro de votación fue de cortesía por parte del piloto de la aeronave. La conclusión del caso fue que se analizaría y de haber cometido casos de corrupción agilizarían una acción legal, finalmente el problema no pasó a instancias mayores.

### Capacidad para desempeñar su cargo
El 3 de junio de 2018 el congreso de la República citó al Ministro para cuestionarlo sobre sus capacidades para ejercer su cargo. Alfonso respondió que su experiencia en temas ambientales era general y que no necesitaba más debido a que el cargo que el ostentaba era político. El congreso inició una votación para darle un voto de desconfianza y destituirlo de su cargo, para la que se necesitaban 80 votos lo que constituye la mayoría absoluta. El resultado de la votación fue de 60 votos a favor del voto de desconfianza, 30 en contra y 63 diputados estuvieron ausentes por lo que no se alcanzó la intención y Alfonso Alonzo permaneció en el cargo. Esta votación se dio durante la emergencia ocasionada por la erupción del volcán de fuego en el  año 2018.

### Título de Agrónomo Honorario
En febrero de 2019 la junta directiva del Colegio de Ingenieros Agrónomos de Guatemala (CIAG) le otorgó a Alfonso Alonzo el título de «Ingeniero Agrónomo honorario» pese a que su preparación era únicamente en el área de periodismo. Luego de que eso sucediera los docentes de la Facultad de Agronomía de la Universidad de San Carlos de Guatemala emitieron un comunicado calificando su gestión como deficiente y exigiendo al CIAG explicaciones al respecto y que le retirará el título otorgado. La asociación de Estudiantes de Agronomía también emitió un comunicado donde llamaron en ese entonces ministro «Corrupto e Incompetente» debido a que eran contrarios a su gestión como ministro.
Luego de esta situación los agremiados de CIAG solicitaron a la junta directiva que otorgó este reconocimiento explicaciones del por qué habían otorgado tal nombramiento, mencionaban que ese reconocimiento no existía y que la junta sobrepaso sus funciones al otorgarlo debido a que antes tuvo que solicitar autorización por parte de la asamblea general de la organización. Posteriormente se le solicitó a la junta directiva su renuncia y se asignó a una junta directiva transitoria para que convocara a nuevas elecciones.

### Limpieza del río Motagua
El río Motagua es uno de los más contaminados del mundo. Gran parte de los desechos que transporta este río son producidos por los municipios que integran su cuenca, además de esto se transportan los desechos y aguas negras de 14 departamentos y 58 municipios. Se conoció que la embajada Países Bajos ofreció limpiarlo sin costo alguno, sin embargo el Ministerio de Ambiente a cargo de Alonzo les negó el permiso, presuntamente por no haber presentado los documentos a tiempo.
Para lograr la limpieza del río se licitó una biobarda industrial pero el contrato estuvo rodeado de polémica debido a que se creyó que este era el motivo real por el cual no se aceptó la limpieza del río a Países Bajos.
Las biobardas son efectivas para colectar la basura flotante, sin embargo estas no logran recolectar microplásticos ni contaminantes líquidos por lo cual no se pueden considerar como una verdadera limpieza del río. Existe una demanda de parte del Gobierno de Honduras debido a que los desechos transportados en este río llegan hasta sus costas.